# 張嘉哲

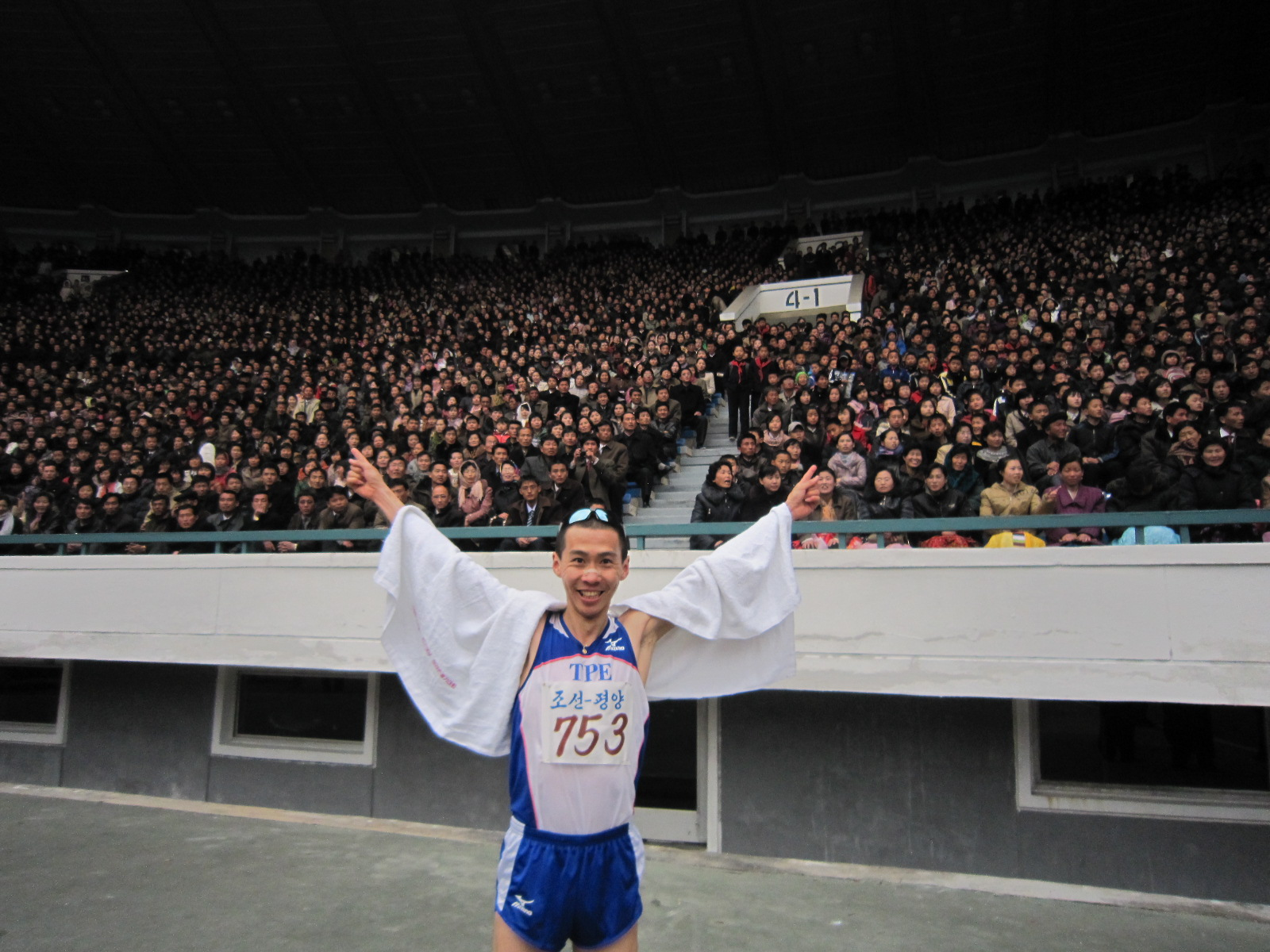
張嘉哲 於2012北韓平壤萬景臺馬拉松賽事代表中華臺北隊出賽

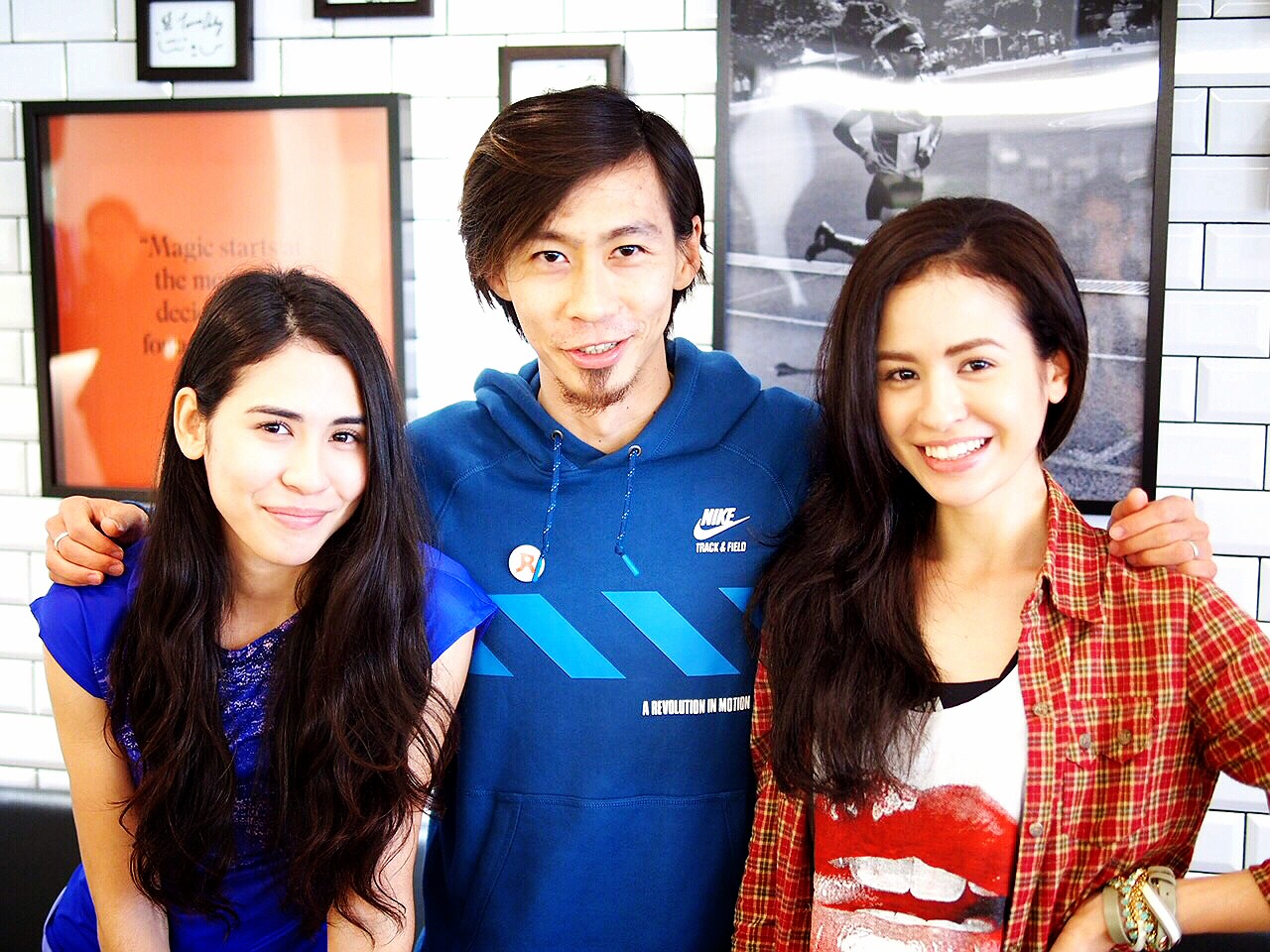
LoveShoes.TW CEO張嘉哲與榮譽志工艾美懷特(Emmie Ries)與雷理莎 Lisa Ries

張嘉哲（1983年4月22日—），臺灣田徑運動員、奧運國手，擅長項目馬拉松。個人馬拉松最佳成績為02:15:02 (2019中国廣州国际马拉松赛)，此成績當時使張嘉哲成為臺灣男子馬拉松史上第二傑。張嘉哲於2012年4月8日北韓平壤萬景臺馬拉松賽事跑出2小時16分06秒佳績獲得第7名，也同時達到2012倫敦奧運會參賽B標。2012倫敦奧運會成績為男子馬拉松第77名(2:29:58)。2014年帶傷出賽丹麥世界半程馬拉松錦標賽，導致脛後肌肌腱撕裂，通過自體移植手術以及漫長的復健，於2015年底日本防府讀賣馬拉松以第18名的成績（2:26:14）正式重返馬拉松賽道。於2015年2月創辦LoveShoes.TW公益計畫，擔任執行長，幫助基層田徑選手募集愛心跑鞋。

## 書籍
- 永不放棄的跑者魂：真男人的奧運馬拉松之路 （页面存档备份，存于），作者：張嘉哲, 陳禹志, 果明珠，出版社：時報出版，出版日期：2018/03/27

## 學經歷
- 臺北市立大學體育學院陸上競技學系 講師
- 臺北市立大學體育學院運動競技所[5]
- 臺北市立大學陸上競技學系
- 新北市私立開明高級工商職業學校電腦繪圖科

## 外部連結
- 張嘉哲在国际奥林匹克委员会的资料
- 張嘉哲在的頁面
- 張嘉哲的Facebook專頁
- 跑者廣場 馬拉松普查 （页面存档备份，存于）
- IAAF觀察員於2012北韓平壤萬景臺國際馬拉松報導 （页面存档备份，存于）
- 中華民國田徑協會新聞稿報導張嘉哲取得倫敦奧運參賽權
- LoveShoes.TW 官方網站 （页面存档备份，存于）
- 朽木。真男人 Truly A Marathon Man （页面存档备份，存于） 張嘉哲備戰奧運紀錄片，導演：劉志頡。